# Dangerous (album)
Dangerous osmi je studijski album američkog glazbenika Michaela Jacksona, kojeg 1991. godine objavljuje diskografska kuća Epic.
Dangerous je drugi Jacksonov album koji se našao na #1 Billboardove Hot 200 top ljestvice, gdje je uzastopno proveo naredne četiri tjedna. U razdoblju od 17 godina, album se prodao u više od 32 milijuna primjeraka širom svijeta, od čega je samo u Sjedinjenim Državama prodano više od 7 milijuna, što ga čini brže prodavanijim albumom od prethodnog.
Album je osvojio jednog Grammya u kategoriji za najbolje projektiran album (Bruce Swedien & Teddy Riley) te je najuspješniji New Jack Swing album svih vremena.

## Projekt
Prema zabilješkama s kasnije remasteranog izdanja albuma snimanje materijala započelo je u Los Angelesu u Ocean Way/Record One studiju 2, 25. lipnja 1990. godine. Snimanje je završeno 29. listopada 1991. godine, a to ga ujedno čini najdužim glazbenim projektom u Jacksonovoj dotadašnjoj glazbenoj karijeri (ukupno je trajalo preko 16 mjeseci u usporedbi s uobičajenih 6 mjeseci kod njegova 3 prethodna studijska albuma).
U ožujku 1991. godine, Jackson je potpisao petnaestogodišnji ugovor s tvrtkom Sony Music, gdje se obavezao da će izdati 6 albuma. Mediji su objavljivali da je Sony Jaksonu ponudio milijardu američkih dolara, međutim to nije bilo točno. U to vrijeme tvrtka Sony je procijenila da ako Jackson objavio sve što ga ugovor obavezuje zarada će biti preko milijardu dolara. Osim toga, Jacksonu su kasnije dodijeljena najveća priznanja tadašnjeg poslovanja. Ugovor je istekao u ožujku 2006. godine, a Jakson je zaradio 45 milijuna od Sonya (milijun godišnje plus pet milijuna za svaki objavljen album). Ovo ne uključuje novac koji je zarađen od prodaje albuma, singlova, video uradaka i drugog. Po tom ugovoru Jackson je trebao zaraditi preko 175 milijuna američkih dolara od same prodaje albuma.
U tom trenutku već se snimao materijal za album Dangerous, a producirali su ga (po preporuci Quincya Jonesa) 23 godine star New Jack Swinger Teddy Riley i dobitnik Grammya Bill Bottrell. Jacksonov prethodni album, Bad, bio je posljednji namijenjen LP industriji u skladu s uobičajenom formatu od 10 skladbi unutar 50 minuta, dok je Dangerous trajao 77 minuta i 14 skladbi koje su za rane 1990-te bilo gotovo previše. Album je bio objavljen kao dvostruko LP izdanje.
Album je prvotno objavljena u velikoj kutiji sa slikom Jacksonovih očiju, koji se otvarao kao normalni album. Omot albuma je uradio je Mark Ryden, a sadržavao je pop-up karticu, CD i brošuru u dnu.
Album Dangerous prije samog objavljivanja doživio je incident na aerodromu u Los Angelesu, kada je skupina naoružanih razbojnika ukrala 30.000 primjeraka prije njegovog službenog izdavanja.
Album, na čelu Rileyja i Jacksona, snimljen je u tada popularnom urbanom žanru New Jack Swingu, nadahnut albumom svoje sestre Janet, Rhythm Nation 1814, te u žanru pop-rocka s elementima funka, s baladama s elementima gospela i popa. Ujedno je to i prvi album u kojem Jackson uvodi rap. Riječi pjesama bogatije su nego na prethodnim albumima oslanjajući se na teme poput rasizma, socijalnih problema, kritika prema tabloidima, seksa, ljubavnih afera,...

## Glazbene nagrade
Američke glazbene nagrade:
- Najbolji Pop/Rock album, Dangerous
- Najbolja Soul/R&B singl, "Remember The Time"
- Specijalna internacionalna nagrada za izvođača, prodaju materijala i humanitarna sudjelovanja širom svijeta

BMI Awards:
- Nagrade za dvije najviše izvođene skladbe u godini, "Black or White" i "Remember The Time"

Grammy Awards: Living Legend Award
Guinness Book Of World Records:
- 25th Silver Anniversary Entertainer - za izvođača godine
- Izvanredan glazbeni spot, "Black or White"

Soul Train nagrade:
- Najbolji R&B singl, "Remember The Time"
- Najbolji R&B album, "Dangerous"

Svjetske glazbene nagrade:
- Najprodavaniji izvođač Sjedinjenih Država
- Najprodavaniji svjetski pop izvođač[5]

## Recenzije
Album je bio vrlo dobro prihvaćen kod kritičara koji su ga opisali najdosljednijim nakon Off the Wall-a, opisujući Jacksonovo postizanje transcedentnosti kroz izvedbu kao čovjeka koji se suprotstavlja publiciranim demonima, a sam album kao nemogući izazov Thriller-u, mnogo oštriji i riskatniji od Bad-a.

## Popis pjesama
| Br. | Skladba                                  | Autor                                                   | Trajanje |
| --- | ---------------------------------------- | ------------------------------------------------------- | -------- |
| 1.  | »Jam«                                    | René Moore, Bruce Swedien, Michael Jackson, Teddy Riley | 5:39     |
| 2.  | »Why You Wanna Trip on Me«               | Riley, Bernard Belle                                    | 5:24     |
| 3.  | »In the Closet« (feat. Vashawn)          | Jackson, Riley, rap lyrics by Vashawn                   | 6:31     |
| 4.  | »She Drives Me Wild«                     | Jackson, Riley, rap lyrics by Aquil Davidson            | 3:41     |
| 5.  | »Remember the Time«                      | Riley, Jackson, Belle                                   | 4:00     |
| 6.  | »Can't Let Her Get Away«                 | Jackson, Riley                                          | 4:58     |
| 7.  | »Heal the World«                         | Jackson                                                 | 6:24     |
| 8.  | »Black or White« (feat. Slash on guitar) | Jackson, rap lyrics by Bill Bottrell                    | 4:15     |
| 9.  | »Who Is It«                              | Jackson                                                 | 6:34     |
| 10. | »Give In to Me« (feat. Slash on guitar)  | Jackson, Bottrell                                       | 5:29     |
| 11. | »Will You Be There«                      | Jackson                                                 | 7:40     |
| 12. | »Keep the Faith«                         | Glen Ballard, Siedah Garrett, Jackson                   | 5:57     |
| 13. | »Gone Too Soon«                          | Larry Grossman, Buz Kohan                               | 3:26     |
| 14. | »Dangerous«                              | Jackson, Bottrell, Riley                                | 6:59     |

## Singlovi
1. Listopad 1991. - "Black or White" SAD #1 / UK #1
2. Siječanj 1992. - "Remember the Time" SAD #3 / UK #3
3. Travanj 1992. - "In the Closet" SAD #6 / UK #8
4. Srpanj 1992. (SAD); Rujan 1992. (UK) - "Jam" SAD #26 / UK #12
5. Kolovoz 1992. (Europa); Veljača 1993. (SAD) - "Who Is It" SAD #14 / UK #10
6. Listopad 1992. - "Heal the World" SAD #27 / UK #2
7. Veljača 1993. - "Give In to Me" UK #2 (Europa samo singl)
8. Svibanj 1993. - "Will You Be There" SAD #7 / UK #8
9. Studeni 1993. - "Gone Too Soon" UK #33 (UK samo singl)